# 山岸一生
山岸 一生（やまぎし いっせい、1981年（昭和56年）8月28日 - ）は、日本の政治家、新聞記者。立憲民主党所属の衆議院議員（2期）。

## 来歴
東京都三鷹市出身。川崎市立末長小学校、筑波大学附属駒場中学校・高等学校卒業。2004年3月、東京大学法学部卒業。同年、朝日新聞社に記者として勤務。専門は政治報道で、2010年からは総理大臣の菅直人の「総理番」となった。自民党総裁の谷垣禎一の番記者も担当し、政治部記者として全国を回った。
2019年5月に朝日新聞社を退社し、7月の第25回参議院議員通常選挙に東京都選挙区から旧立憲民主党公認で立候補。選対本部長に菅直人が就任し、同じ立憲民主党の塩村文夏とのいわゆる「地区割り」で多摩地域と23区北西部を主なエリアとすることになる。自由民主党の武見敬三、日本維新の会の音喜多駿と激しい争いを繰り広げたが、次点で落選した。同年11月5日、立憲民主党都連は次期衆院選に向け、山岸を東京都第9区総支部長とすることを発表した。
2020年、9月に結党した新「立憲民主党」における候補者調整の結果、引き続き同じ選挙区の同党の総支部長となった。
2021年10月31日の第49回衆議院議員総選挙に東京都第9区から立憲民主党公認で立候補。同選挙区を地盤とする菅原一秀が公民権停止で出馬できなくなり、自由民主党は比例東京ブロック現職の安藤高夫を擁立。山岸は安藤、日本維新の会公認の南純、新党やまと公認の小林興起を破り初当選した。11月30日、枝野幸男代表の辞任に伴う代表選挙が執行。山岸は1回目の投票では西村智奈美に投じ、決選投票では逢坂誠二に投じた。
2024年9月23日に実施された代表選挙では枝野幸男の推薦人に名を連ねた。同年10月27日の第50回衆議院議員総選挙で菅原らを破り再選した。

## 政策・主張

### 憲法
- 憲法改正についての各メディアのアンケートの結果は以下のとおり。
  - 2019年 - 朝日新聞社には「どちらかといえば反対」と回答[10]。
  - 2021年 - 朝日新聞社には「反対」と回答[11]。
  - 2024年 - NHKには「反対」と回答[12]。

- 憲法9条への自衛隊の明記について、2021年、2024年のNHKのアンケートで「反対」と回答[13][12]。

- 憲法を改正し緊急事態条項を設けることについて、2021年の毎日新聞社、2024年のNHKのアンケートで「反対」と回答[14][12]。

### 外交・安全保障
- 「他国からの攻撃が予想される場合には敵基地攻撃もためらうべきではない」との問題提起に対し、2019年のアンケートで「反対」と回答[10]。2021年のアンケートで「どちらとも言えない」と回答[11]。

- 「北朝鮮に対しては対話よりも圧力を優先すべきだ」との問題提起に対し、2019年のアンケートで「反対」と回答[10]。2021年のアンケートで「どちらとも言えない」と回答[11]。

- 普天間基地の辺野古移設について、2021年のアンケートで「反対」と回答[11]。

- 徴用工訴訟などの歴史問題をめぐる日韓の関係悪化についてどう考えるかとの問いに対し、2021年の毎日新聞社のアンケートで「政府の今の外交方針でよい」と回答[14]。

### ジェンダー
- 選択的夫婦別姓制度の導入について、2019年、2021年、2024年のアンケートで「賛成」と回答[10][11][12]。

- 同性婚を可能とする法改正について、2019年、2021年、2024年のアンケートで「賛成」と回答[10][13][12]。

- 「LGBTなど性的少数者をめぐる理解増進法案を早期に成立させるべきか」との問題提起に対し、2021年の朝日新聞社のアンケートで「賛成」と回答[11]。

- クオータ制の導入について、2021年、2024年のNHKのアンケートで「賛成」と回答[13][12]。

### その他
- アベノミクスについて、2019年のアンケートで「評価しない」と回答[10]。

- 森友学園への国有地売却をめぐる公文書改竄問題で、2021年5月6日、国は「赤木ファイル」の存在を初めて認めた[15]。しかし5月13日、菅義偉首相はファイルの存在を踏まえた再調査を行わない考えを報道各社に書面で示した[16]。9月の自民党総裁選挙で総裁に選出された岸田文雄も10月11日、衆議院本会議の代表質問で再調査の実施を否定した[17]。国の対応をどう考えるかとの同年の毎日新聞社のアンケートに対し「さらに調査や説明をすべき」と回答[14]。

- 「原子力発電への依存度について今後どうするべきか」との問題提起に対し、2021年のアンケートで「ゼロにすべき」と回答[13]。

- 新型コロナウイルス対策として、消費税率の一時的な引き下げは「必要」と回答[13]。

## 選挙歴
| 当落 | 選挙                     | 執行日         | 選挙区       | 政党       | 得票数     | 得票率 | 定数 | 得票順位 /候補者数 | 政党内比例順位 /政党当選者数 |
| ---- | ------------------------ | -------------- | ------------ | ---------- | ---------- | ------ | ---- | ------------------ | ---------------------------- |
| 落   | 第25回参議院議員通常選挙 | 2019年07月21日 | 東京都選挙区 | 立憲民主党 | 49万6347票 | 8.63%  | 6    | 7/20               | /                            |
| 当   | 第49回衆議院議員総選挙   | 2021年10月31日 | 東京都第9区  | 立憲民主党 | 10万9489票 | 40.90% | 1    | 1/4                | /                            |
| 当   | 第50回衆議院議員総選挙   | 2024年10月27日 | 東京都第9区  | 立憲民主党 | 7万5474票  | 44.14% | 1    | 1/4                | /                            |